# Lindalva Justo de Oliveira
Lindalva Justo de Oliveira, FDC (Assú, 20 de outubro de 1953 – Salvador, 9 de abril de 1993) foi uma religiosa brasileira, membra das Filhas da Caridade de São Vicente de Paulo. Considerada mártir pela Igreja Católica, Irmã Lindalva foi assassinada ao defender-se de um assédio. Foi beatificada em 2 de dezembro de 2007, sendo lembrada como um modelo de castidade.

## Biografia

### Vida pregressa
Lindalva nasceu no Sítio Malhada da Areia, no município de Assu, no Rio Grande do Norte. Filha do segundo matrimônio do agricultor João Justo da Fé — viúvo com três filhos — com a jovem Maria Lúcia da Fé. Lindalva foi a sexta, dos treze filhos do casal.
Foi batizada no dia 7 de janeiro de 1954, na Capela de Olho D'Água, da Paróquia de São João Batista, pelo Monsenhor Júlio Alves Bezerra.
Em 1961 a família muda-se para a sede do município de Assú, para possibilitar o estudo regular dos filhos do casal. João e Maria adquiriram uma casa e nela se estabeleceram.
Educada e orientada pelos pais na prática da piedade, da devoção e da caridade, manifestou precocemente sua inclinação para a vida de oração e para a prática da caridade para com os empobrecidos. Ainda jovem deu mostras de sua sensibilidade para com as necessidades alheias. Em um episódio emblemático, a todos surpreendeu ao doar as próprias roupas aos pobres.
Ao concluir o ensino fundamental, aos 12 anos, fez sua primeira comunhão.
Teve uma adolescência e juventude comum — considerando a realidade rural do nordeste brasileiro — entre atividades escolares, brincadeiras e atividades domésticas. Cuidava dos sobrinhos, dos irmãos mais novos e de outras crianças. Ajudava também, nos finais de semana, na lavoura.
Era constante sua inclinação para ajudar os pobres, doentes e idosos.
Lindalva transferiu-se para Natal para continuar os estudos. Passou a residir com a família de seu irmão Djalma. Em 1979, concluiu o ensino médio na Escola Helvécio Dahe. Cooperava na educação de seus sobrinhos e nos afazeres da casa. Entre seus amigos teve alguns namoros.
De 1978 a 1988 trabalhou em algumas empresas. O dinheiro que ganhava, enviava à família em Assu, ficando com pouco para o seu uso pessoal.
Nos anos que morou em Natal frequentou a casa das Irmãs da Caridade e trabalhou como voluntária no Instituto para os Anciãos.
Em 1982 seu pai faleceu de um câncer no abdômen, tendo tido a assistência de Lindalva nos últimos meses de vida. Após a morte do pai, iniciou um curso de técnica em enfermagem, bem como de violão.

### Vida religiosa
As irmãs notaram sua natural propensão a ajudar as crianças e marginalizados. Era tomada de uma sincera alegria quando servia os anciãos e exortava aqueles que os serviam a fazê-lo com sincero amor.
A partir de 1986 passou a frequentar o movimento vocacional das Filhas da Caridade, iniciando o seu processo de discernimento vocacional à vida religiosa.
No final do ano de 1987, pediu ingresso na congregação. No dia 28 de novembro de 1987 recebeu o sacramento da crisma das mãos de Dom Nivaldo Monte, arcebispo de Natal. No dia 28 de dezembro do mesmo ano recebe carta da madre provincial das Filhas da Caridade aceitando-a ao postulantado da congregação.
Lindalva inicia seu postulantado — que é um período preparartório ao noviciado — no dia  11 de fevereiro de 1988, em Recife, na Casa Provincial das Irmãs da Caridade.
Pediu seu ingresso no noviciado no dia 3 de junho de 1989, “com o mais profundo ideal de servir a Cristo nos pobres.”
No dia 16 de julho de 1989, Lindalva e outras cinco companheiras iniciaram o noviciado em Recife. Tendo encerrado o noviciado, Irmã Lindalva emite votos simples de pobreza, castidade e obediência.
No dia 29 de janeiro de 1991, Irmã Lindalva foi enviada à Salvador para exercer sua vocação no Abrigo Dom Pedro II, onde ajudaria os idosos mais carentes. Todos os testemunhos colhidos para seu processo de beatificação constam sua simplicidade, cordialidade e alegria com que tratava a todos, bem como os serviços simples e humildes que prestou para os idosos acolhidos pela instituição. 
Durante um retiro espiritual, em janeiro de 1993, parafraseando São Vicente de Paulo, afirma sentir-se mais realizada e feliz no seu trabalho que o Papa em Roma.

### Martírio
Em janeiro de 1993, devido a uma recomendação, o abrigo teve que acolher entre os anciãos Augusto da Silva Peixoto, homem de 46 anos, que não tinha direito de ser interno, em virtude de sua idade. Ele passou a assediar Irmã Lindalva, e tornou-se insistente e inconveniente. A religiosa, com medo, procurou afastar-se o mais que pôde de Augusto. Narrou a situação a outras irmãs e intensificou sua vida de oração. Seu amor aos idosos a manteve no abrigo, e chegou a confidenciar a uma coirmã: “prefiro que meu sangue seja derramado do que afastar-me daqui”.
Os internos repreendem Augusto e insistem para que Irmã Lindalva relate o fato ao diretor do serviço social do abrigo. No dia 30 de março a funcionária Margarita Maria Siva de Azevedo, repreende Augusto, que, no dia 5 de abril, Segunda-Feira Santa, dirigiu-se à Feira de São Joaquim e comprou uma faca peixeira que amolou ao chegar no abrigo.
No entanto, ao amanhecer do dia 9 de abril, uma Sexta-Feira Santa, Irmã Lindalva participou da Via-Sacra, na paróquia de Nossa Senhora da Boa Viagem. Ao regressar, serviu o café da manhã aos idosos, como de costume. A irmã — ocupada com o serviço — não percebeu que Augusto se aproximava. Foi surpreendida com um toque no ombro. Ao virar-se, recebeu os golpes que lhe tiraram a vida. Um senhor ainda tentou intervir; mas Augusto ameaçou de morte quem ousasse se aproximar. Após o crime, o assassino foi esperar a polícia sentado em um banco, na frente do abrigo. Após condenação, foi internado em um manicômio judiciário.
Os médicos legistas identificaram 44 perfurações no corpo da religiosa. Imediatamente seu assassinato foi identificado pela comunidade católica como um martírio, associando a tragédia à paixão de Cristo.

## Capela da Beata Lindalva

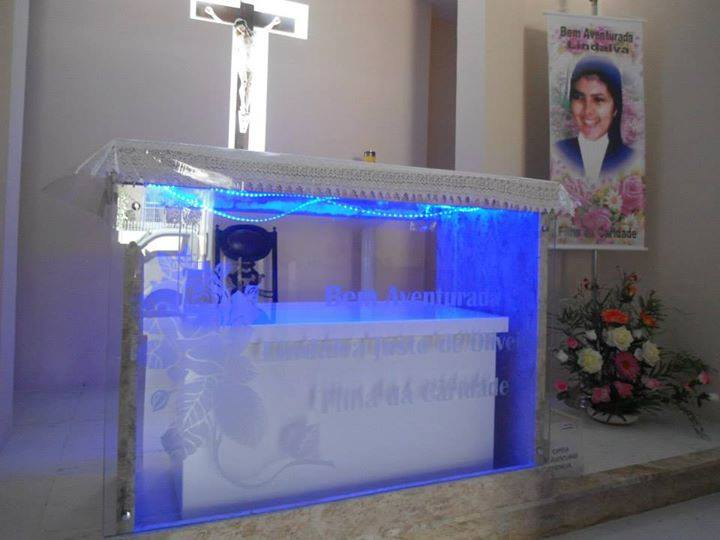
Capela das Relíquias da Beata Lindalva

Seus restos mortais encontram-se na Capela das Relíquias da Beata Lindalva, na região central da cidade do Salvador, desde o dia 6 de abril do ano de 2014. Por guardar as relíquias de uma mártir católica a capela é um importante centro de devoção e recebe diariamente a visita de muitas pessoas.